# Johannes Kunckel

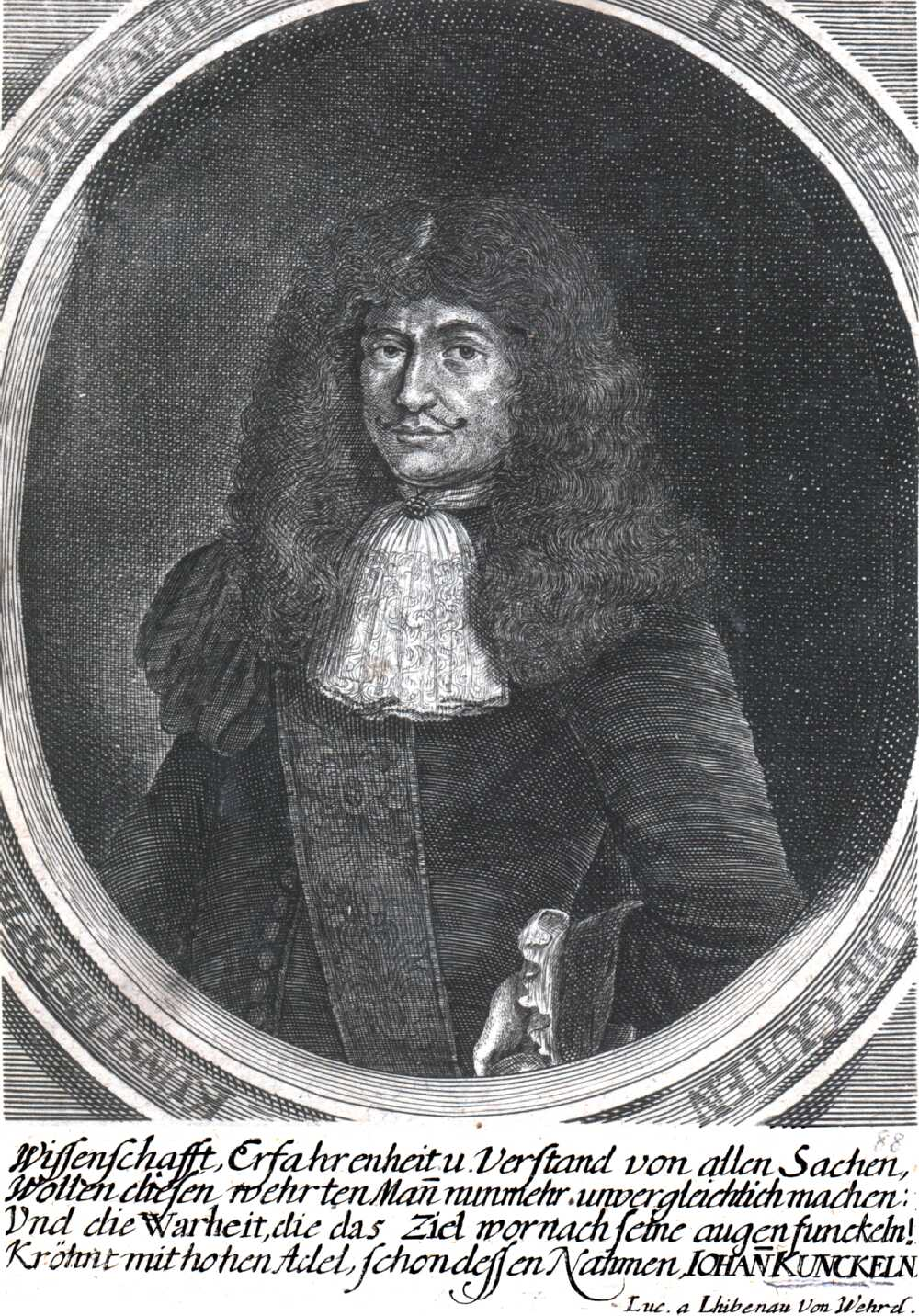
Johannes Kunckel

Johannes Kunckel, född omkring 1630 i Wittenberg nära Plön, död 20 mars 1703, var en tysk kemist.
Kunckel stammade från en gammal glasblåsarfamilj. Han sysslade med alkemi och var anställd som guldmakare hos flera tyska furstar, i synnerhet kurfursten Fredrik Vilhelm I av Brandenburg. Från 1678 innehade han Christallinen Glashütte i Potsdam, där han bland annat uppfann rubinglaset (Kunckelglas).  Mellan 1685 och 1689 drev han ett laboratorium på Pfaueninsel i Berlin, som dock brann ned 1689. Han kallades av Karl XI till Sverige där han 1693 adlades von Löwenstern. Kunckel har gjort stora insatser inom experimentalkemin och upptäckte oberoende av Hennig Brand en framställningsmetod för fosfor. Kunckel är representerad vid bland annat Nationalmuseum i Stockholm.